# Jan Loffeld
Jan Loffeld (* 1975 Kleve) je německý římskokatolický kněz a profesor pastorální teologie na Fakultě katolické teologie Tilburgské univerzity při univerzitě v Utrechtu.

## Biografie
Jan Loffeld vyrůstal v Dolním Rýní a studoval katolickou teologii na univerzitě v Münsteru a na Gregoriánské univerzitě v Římě. V roce 2003 byl Jan Loffeld biskupem Reinhardem Lettmannem vysvěcen na kněze a inkardinován do diecéze Münster. Byl kaplanem v Oelde. V roce 2010 získal doktorát z teologie na univerzitě v Erfurtu. Poté pracoval dva roky jako studentský pastor v Münsteru.

## Vědecká kariéra
V letech 2017 až 2019 byl Jan Loffeld profesorem pastorální teologie na Katolické univerzitě aplikovaných věd v Mohuči.
Loffeld se habilitoval rovněž na univerzitě v Erfurtu v roce 2018. Od roku 2019 je profesorem praktické teologie a vedoucím katedry praktické teologie a náboženských studií na Tilburgské univerzitě při univerzitě v Utrechtu
Loffeld je poradcem Pastorační komise Německé biskupské konference a členem vědeckého poradního výboru Průzkumu členství v církvi.

## Dílo (výběr)
- Wenn nichts fehlt, wo Gott fehlt: Das Christentum vor der religiösen Indifferenz : EThSt ed. Würzburg 2020, česky: Když Bůh nikomu nechybí. Úvahy o náboženské lhostejnosti, Praha: Portál 2025
- Der nicht notwendige Gott. Die Erlösungsdimension als Krise und Kairos des Christentums inmitten seines säkularen Relevanzverlustes (habilitační práce), EThSt ed. Würzburg 2020

### Když Bůh nikomu nechybí
Kniha Když Bůh nikomu nechybí (2025) je teologicko-sociologická reflexe současné krize nejen německé římskokatolické církve. Předmluvu k českému vydání napsal Tomáš Halík, doslov Tomáš Petráček.
Kniha se zabývá otázkou, proč se církevní členství v Německu a v Evropě snižuje:s.15, a to i přes velké úsilí církví o obnovu a reformu. Loffeld tvrdí, že církve se snaží o restauraci nebo reformu:s.78, ale tyto snahy selhávají, protože se nezabývají skutečnou příčinou úpadku víry.
Předkládá tezi, že za úbytkem členů stojí zejména náboženská lhostejnost, apateismus, do kterého ústí třetí fáze sekularizace:s.48. Neoliberální paradigma spočívající v neustálé potřebě sebezdokonalování jednotlivce odstranilo náboženské představy zla, hříchu a odcizení.:s.94 Pro člověka není důležitá transcendence ukotvená ve víře v Boha, ale vlastní sebezdokonalování - sebetranscendence.:s.40 Církve se musí přizbůsobit situaci, kdy jsou jen jednou z nabídek (opcí):s.25, ze které si současný člověk vybírá. Spirituálně se církve nacházejí v období Bílé soboty, tedy v čase, kdy již něco umřelo, ale něco zásadně nového přichází.:s.104 Východiskem by pro církve mohla být kenoze, tedy naprosté vydání se světu a lidem v něm, zřeknutí se moci a vlivu. Církve tak budou moci být opět vnímány jako autentické společenství víry. Také to konečně poprvé po konstantinovském obratu povede k vnitřní i vnější svobodě církví.:s.124 
Cestou je hledání více křesťanskosti, tedy autentického žití evangelia, a méně církevnosti, křesťanství jako instituce.:s.131
Kniha vzbudila i v České republice značnou pozornost a byla většinou pozitivně přijata. Recenzenti oceňují její čtivost a hlavně relevanci i pro české prostředí, ač byla primárně napsána z německé perspektivy. Kritizováno je její úzké zaměření na formální církevní struktury a instituce , nejasná definice náboženskosti a spirituality, dávání na roveň konzervativního a optimalizačního přístupu a podcenění neschopnosti římskokatolické církve se reformovat.

## Ocenění
2018: Erich-Kleineidamova cena univerzity v Erfurtu